# Blanchard (Missouri)
Blanchard önkormányzat nélküli statisztikai település az USA Missouri államában, Atchison megyében. Lakosainak száma 27 fő (2020. április 1.).

## Népesség
A település népességének változása:

| 2010 | 22 |
| 2020 | 27 |